# Subdomeniu
În ierarhia Domain Name System (DNS), un subdomeniu este un domeniu care este parte a unui domeniu mai mare.

Sistemul de nume de domenii (DNS) are o structură sau ierarhie de arbore, cu fiecare nod non-RR (resource record) a arborelui fiind un nume de domeniu. De exemplu, west.example.com și east.example.com sunt subdomenii ale domeniului example.com, care la rândul său este un subdomeniu al domeniului de nivel superior (TLD) com.
Un subdomeniu reprezintă o dependență relativă, și nu absolută: de exemplu, wikipedia.org este un subdomeniu al domeniului org, iar ro.wikipedia.org este un subdomeniu al domeniului wikipedia.org. Teoretic, subdivizarea în subdomenii poate ajunge până la 127 de nivele, fiecare etichetă DNS putând conține până la 63 de caractere, dar, în așa mod încât întregul nume de domeniu să nu depășească lungimea totală de 255 de caractere.